# Ni Hong
Ni Hong, née le 28 février 1986 à Pékin est une escrimeuse chinoise pratiquant le sabre. Elle est droitière.
Elle est vice-championne olympique à l’épreuve du sabre par équipe aux Jeux olympiques d'été de 2008 à Pékin.

## Palmarès
- Jeux olympiques
  -  Vice-championne olympique au sabre par équipe aux Jeux olympiques de 2008 à Pékin

- Championnats du monde d'escrime
  -  Médaille de bronze de sabre par équipes en 2009 à Antalya